# Sarah Harmer
Sarah Harmer (12 de noviembre de 1970) es una cantante, compositora y activista canadiense.

## Infancia
Nacida y criada en Burlington, Ontario, Harmer ganó su primera exposición al estilo de vida de música cuando era adolescente, cuando su hermana mayor comenzó a llevarla a conciertos de Tragically Hip.

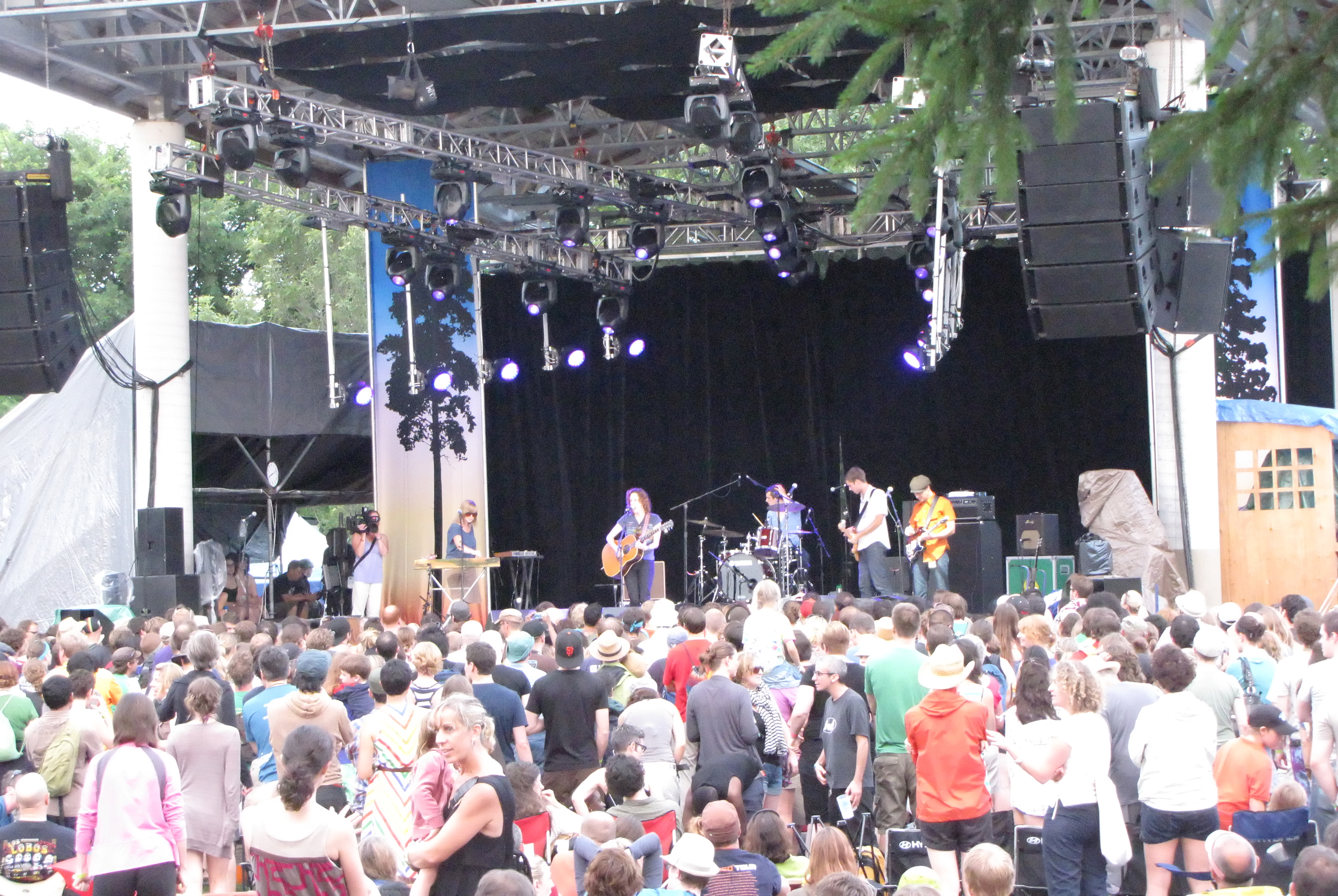
Sarah Harmer en el Hillside Festival Mainstage

## Trayectoria
A la edad de 17 años, Harmer fue invitada a unirse a la banda de Toronto, The Saddletramps. Durante tres años, actuó con The Saddletramps mientras continuaba sus estudios de filosofía y estudios de la mujer en la Universidad de Queen.
Después de dejar The Saddletramps, Harmer formó una banda propia con varios músicos de Kingston, Ontario, y eligió el nombre de Weeping Tile. La banda lanzó su primer casete independiente en 1994. Poco después, firmaron con un sello importante, y el casete se reeditó en 1995 como Ep.  La banda se presentó regularmente en el circuito de clubs de rock y en la radio de campus con sus álbumes subsiguientes, pero nunca llegó a la fama, y se separó en 1998 después de haber sido eliminada de su sello.
También en 1998, Harmer grabó un conjunto de estándars pop como un regalo de Navidad para su padre. Después de escucharlo, sus amigos y familiares la convencieron de lanzarlo como álbum, y en 1999 lo lanzó de forma independiente como Songs for Clem. Harmer comenzó a trabajar en otro álbum, y en el 2000, lanzó "You Were Here".  En 2001, realizó una gira por Canadá y los Estados Unidos en apoyo del álbum.
Más popular, un esfuerzo más relajado que su trabajo con Weeping Tile, You Were Here fue un éxito comercial, y llevó a los sencillos de éxito "Basement Apartment" y "Don't Get Your Back Up". El álbum también apareció en las listas de final de año de muchos críticos, incluida la revista TIME, que lo llamó el mejor álbum de debut del año. Finalmente se certificó platino para ventas de 100.000 copias en Canadá.  Casi la mitad del álbum (incluidos sus dos grandes éxitos) consistía en canciones que había grabado previamente con Weeping Tile o The Saddletramps. 
En 2002, su canción "Silver Road" apareció como la pista principal de la banda sonora de la película Men With Brooms . 
En 2004, lanzó Todos nuestros nombres.  El álbum incluía los sencillos "Almost", que llegó al top 20 en las listas de éxitos canadienses, y "Pendulums". 
Su cuarto álbum, I'm a Mountain, se lanzó en Canadá en noviembre de 2005 y en Estados Unidos en febrero de 2006. Fue nominado para el Polaris Music Prize 2006, un premio en efectivo de 20.000 $ seleccionado por el jurado para el álbum canadiense del año. 
Harmer también ha aparecido como vocalista invitada en álbumes de otros artistas, como Blue Rodeo, Great Big Sea, Rheostatics, Bruce Cockburn, Luther Wright and the Wrongs, Loomer, Skydiggers, The Weakerthans, Neko Case, Great Lake Swimmers, The Tragically Hip y Bob Wiseman.
En febrero de 2007, Harmer recibió tres nominaciones a los Premios Juno.  I'm a Mountain fue nominado para Mejor Álbum Alternativo para Adultos y su DVD Escarpment Blues lo fue para Mejor DVD de Música. La misma Harmer también fue nominada a la mejor compositora del año por su trabajo en "I Am Aglow", "Oleander" y "Escarpment Blues". 
En 2010, Harmer lanzó un quinto álbum, Oh Little Fire, que fue nominado a tres premios Juno. El álbum señaló un cambio hacia un sonido más basado en el rock.
El 19 de agosto de 2016, Harmer y Jim Creeggan aparecieron en el programa Q de CBC Radio para interpretar una versión en vivo de "Morning Moon" de The Tragically Hip.  Ese año, Harmer también actuó en el Festival de Música Folk de Edmonton.
En 2018, Harmer contribuyó con la canción "Just Get Here" al álbum recopilatorio The Al Purdy Songbook.

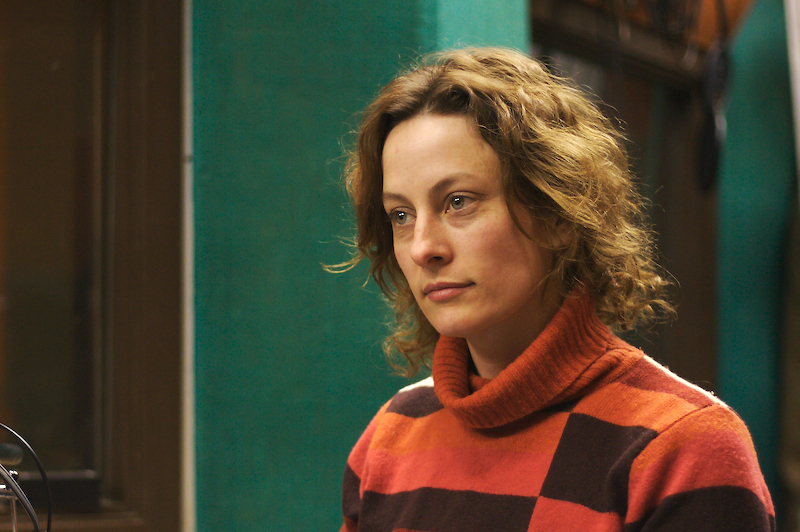
Sarah Harmer en CKMS

## Activismo
En 2005, Harmer cofundó PERL (Protecting Escarpment Rural Land), una organización que hizo campaña para proteger la Escarpadura de Niagara de un desarrollo de extracción de grava propuesto que afectaba algunas partes del entorno vacío cerca de la escarpadura. Para apoyar a la organización, ella y su banda acústica se embarcaron en un recorrido por el acantilado, recorriendo el sendero Bruce Trail y actuando en teatros y salas comunitarias en ciudades a lo largo del camino. Un DVD documental de esta gira fue lanzado en 2006 como Escarpment Blues. Harmer también fue coautora de un libro sobre la campaña, The Last Stand: Un viaje a través del antiguo bosque de acantilados de la escarpadura del Niágara, que se publicó en 2007. En octubre de 2012, PERL ganó su caso contra el desarrollo. 
Harmer ha actuado y sido entrevistada en apoyo del PND y de la política Marilyn Churley, quien también promovió la protección de la Escarpadura del Niágara. 
En 2011, Harmer participó en el Proyecto de Parques Nacionales, visitando la Reserva del parque nacional Gwaii Haanas de la Columbia Británica y el Sitio de Patrimonio Haida con Bry Webb, Jim Guthrie y el cineasta Scott Smith.  La CBC Radio 2 también le encargó que escribiera una canción original de acampada para la red.
El 24 de marzo de 2018, se unió a la manifestación en la Terminal Burnaby de Kinder Morgan para protestar contra la expansión del oleoducto Trans Mountain.

## Discografía

### Álbumes
| Título                 | Detalles                                                                       | Tabla de posiciones | Tabla de posiciones | Certificaciones |
| Título                 | Detalles                                                                       | Canadá              | Estados Unidos      | Certificaciones |
| ---------------------- | ------------------------------------------------------------------------------ | ------------------- | ------------------- | --------------- |
| Canciones para clem    | - Fecha de lanzamiento: 1999 - Etiqueta: Cold Snap Records                     | -                   | -                   |                 |
| Estuviste aquí         | - Fecha de lanzamiento: 29 de agosto de 2000. - Etiqueta: Cold Snap Records    | -                   | -                   | - CAN : platino |
| Todos nuestros nombres | - Fecha de lanzamiento: 23 de marzo de 2004. - Etiqueta: Cold Snap Records     | 6                   | 43                  | - CAN: oro      |
| Soy una montaña        | - Fecha de lanzamiento: 15 de noviembre de 2005. - Etiqueta: Cold Snap Records | 31                  | -                   | - CAN: oro      |
| Oh pequeño fuego       | - Fecha de lanzamiento: 22 de junio de 2010. - Etiqueta: Cold Snap Records     | 7                   | 24                  |                 |

## Publicaciones
- Peter E. Kelly, Douglas W. Larson, Sarah Harmer, The Last Stand : A Journey Through the Ancient Cliff-Face Forest of the Niagara Escarpment, Natural Heritage Books, 2007, ISBN 978-1-897045-19-0 (paperback).

## Galería

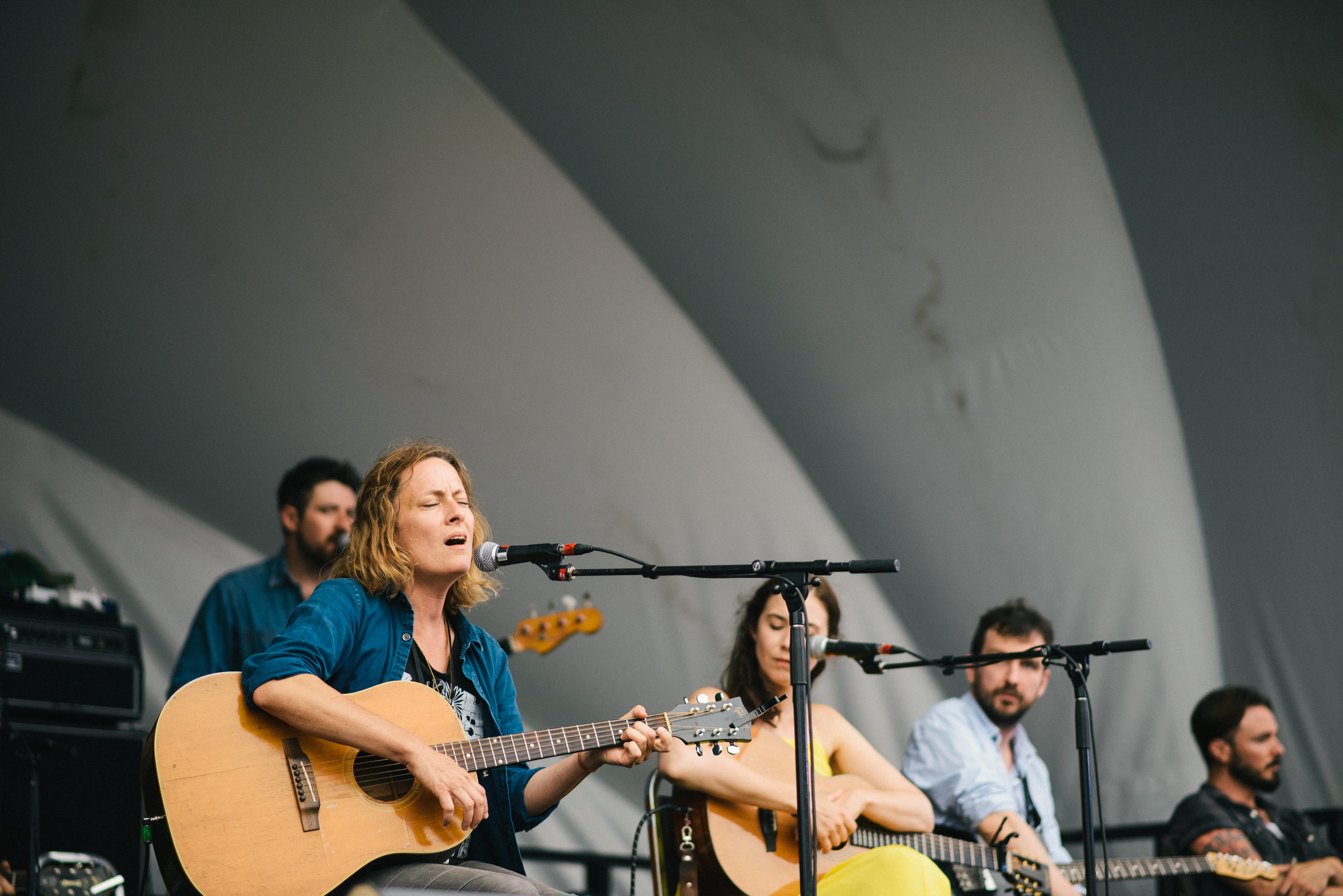
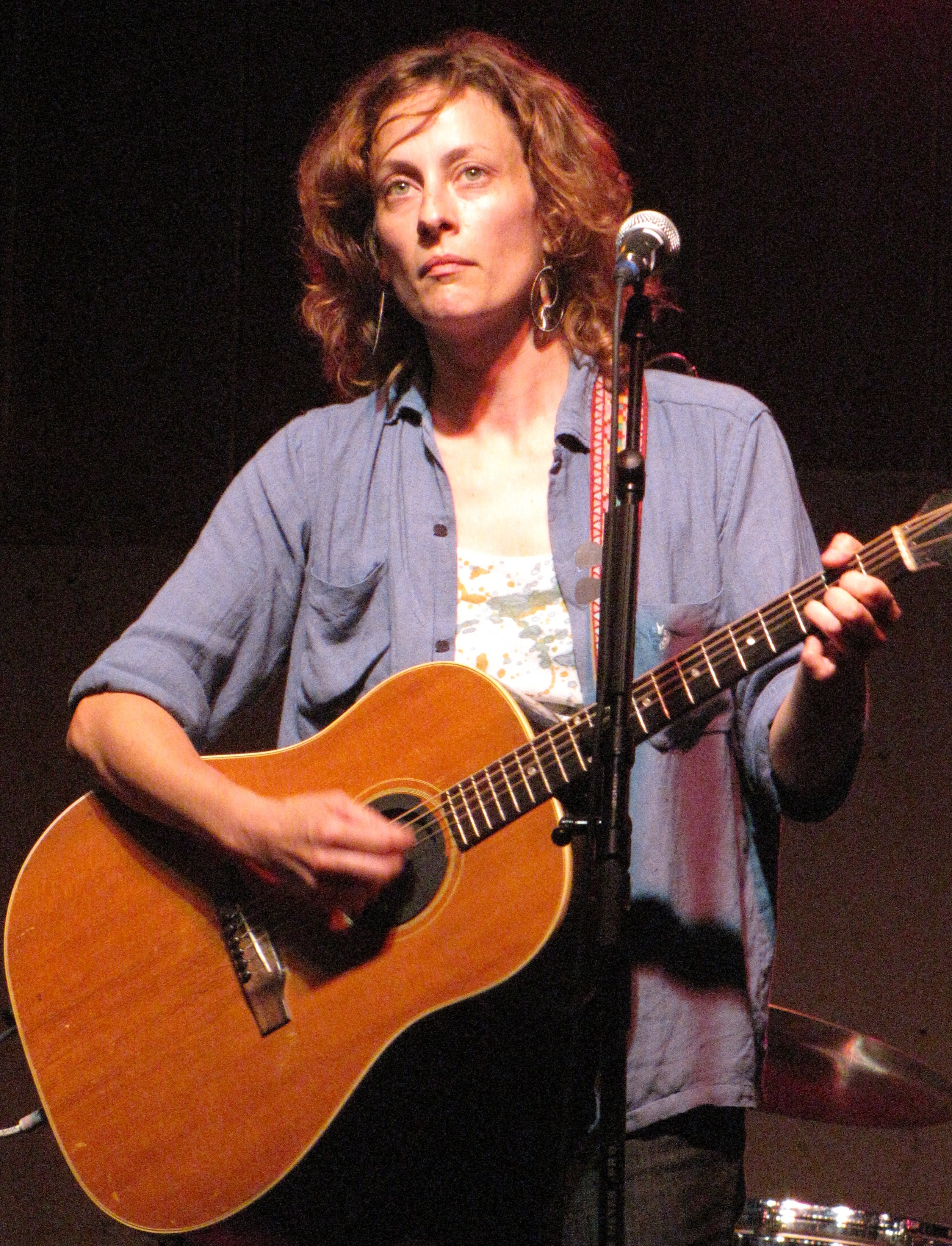
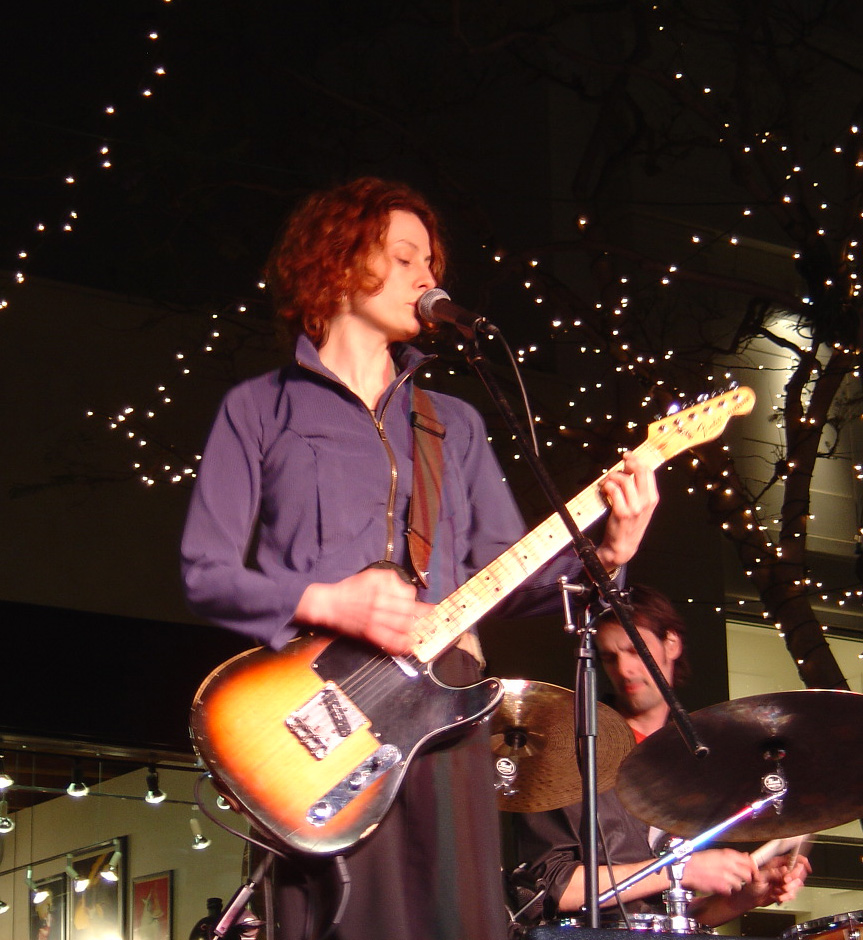
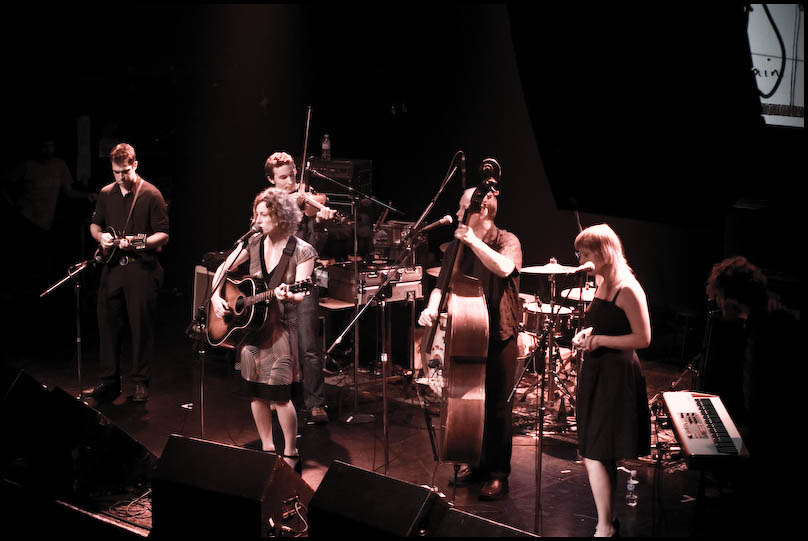
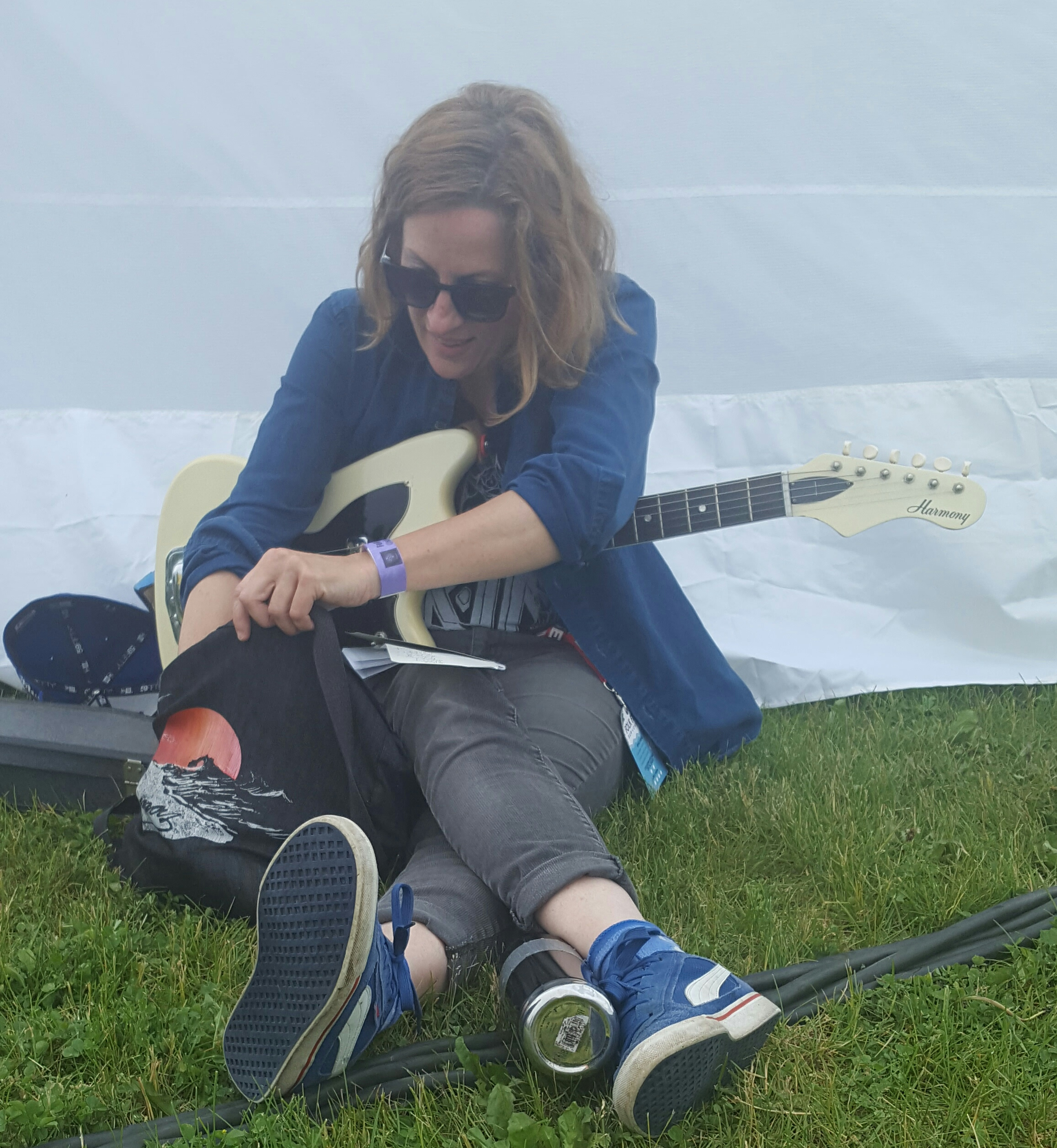
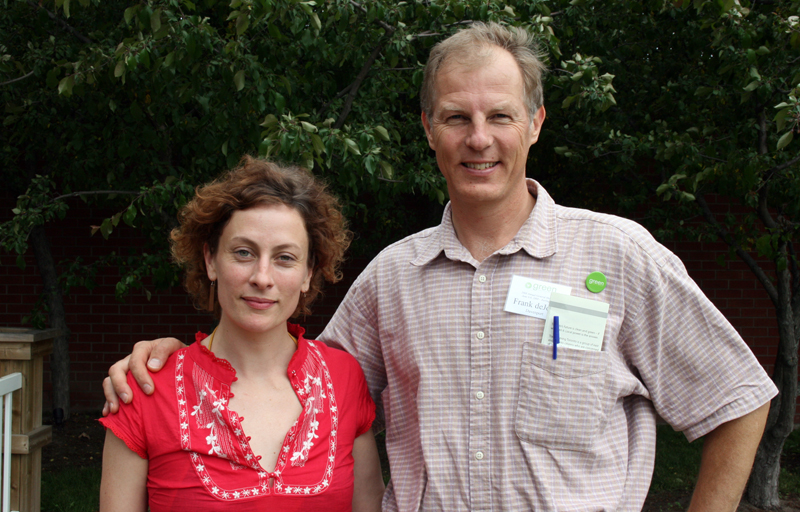